# Казальборе
Казальборе (італ. Casalbore) — муніципалітет в Італії, у регіоні Кампанія, провінція Авелліно.
Казальборе розташоване на відстані близько 230 км на схід від Рима, 80 км на північний схід від Неаполя, 40 км на північний схід від Авелліно.
Населення — 1858 осіб (2014).
Щорічний фестиваль відбувається 5 серпня. Покровитель — Madonna della Neve.

## Демографія
Населення за роками:

Станом на 1 січня 2023 року в муніципалітеті офіційно проживали 32 іноземці з 6 країн, серед них 4 громадяни країн Євросоюзу та 2 громадяни України.

## Сусідні муніципалітети
- Буональберго
- Джинестра-дельї-Ск'явоні
- Монтекальво-Ірпіно
- Сан-Джорджо-Ла-Молара

## Міста-побратими
- Віново, Італія (2011)